# Октаедър
 Тази статия е за платоновото тяло.  За многостена по броя на стените вижте Осмостен.  
Октаедърът е обемна триизмерна геометрична фигура имаща 8 триъгълни стени, 12 ръба и 6 върха. При правилния октаедър всички стени са равностранни триъгълници. Той е платоново тяло и делтаедър. Връхната фигура е квадрат.
За октаедър с дължина на ръбовете a, околната повърхност A и обемът V са съответно:
{\displaystyle A=2{\sqrt {3}}a^{2}\approx 3.46410162a^{2}}
{\displaystyle V={\frac {1}{3}}{\sqrt {2}}a^{3}\approx 0.471404521a^{3}}
Дуалният многостен е куб.
Ако върху ръбовете на октаедър се изберат точки, поделящи ги в златно сечение и подредени циклично за всяка от стените, те задават икосаедър.
Видян като джонсоново тяло, октаедърът е квадратна бипризма.